# Josep Guix Lladó
Josep Guix Lladó (Reus, 18 de novembre de 1877 - Barcelona, 30 de novembre de 1913) va ser un compositor català.
Va estudiar a Reus i Tarragona on fou deixeble del mestre organista de la catedral mossèn Ramon Bonet; el 1901 es va traslladar a Barcelona. Establí bona amistat amb Amadeu Vives, Granados, Albéniz i d'altres que l'introduïren en els cercles musicals de l'època. Les seves obres més conegudes són les sarsueles Nieves i El derribo del Paralelo, de 1901 i 1905. El 1910 va compondre en col·laboració La vie en rose. Fou a més a més compositor de sardanes, peces per a cor i algunes obres per a piano. El seu fill, Josep Maria Guix Sugranyes en va escriure una biografia
La ciutat de Reus li ha dedicat un carrer